# Pilea tsiangiana
Pilea tsiangiana là loài thực vật có hoa trong họ Tầm ma. Loài này được F.P. Metcalf miêu tả khoa học đầu tiên năm 1936.